# یلتسوفکا (اوب)
یلتسوفکا (به لاتین: Yeltsovka) یک رود در روسیه است که در استان نووسیبیرسک واقع شده‌است.